# Бейгъл
Бейгълът (Yiddish בײגל; полски beygl) е хлебен продукт с произход от еврейските общности в Полша. Традиционно се меси във формата на пръстен и се прави от дрождено пшенично тесто. Размерът му е горе-долу колкото една човешка длан. Първо се вари за кратко във вода, а след това се пече. Резултатът е плътна, тестена вътрешност с кафеникава и понякога хрупкава външност. Бейгълът често се аранжира със запечени върху коричката семена, като традиционно те са от мак и сусам. Някои бейгъли може да са поръсени със сол, а може да се ползва и различен вид тесто, например пълнозърнесто и ръжено.
Най-ранните сведения за сварен, а след това изпечен пръстеновиден хляб е в арабска готварска книга от 13-и век, където се нарича ка'ак. Днес бейгълът често се свързва с евреите ашкенази от XVII век; за първи път се споменава през 1610 г. в наредби на еврейската общност в полския град Краков. При все това хлебни изделия, подобен на бейгъла, наричани обваржанек са били често срещани и преди това в Полша, както се вижда в отчетите на кралското семейство от 1394 г.